# Biola Dawa
Pour les articles homonymes, voir Dawa (homonymie).
Pas d'image ? Cliquez ici

a Compétitions nationales et continentales officielles uniquement.

b Matchs officiels uniquement.
Dernière mise à jour le 26 octobre 2024.
Biola Dawa, née le 5 novembre 2000 à Moyo (Ouganda), est une joueuse internationale australienne de rugby à XV évoluant au poste d'ailier. Elle joue aux Brumbies.

## Biographie
Née le 5 novembre 2000 dans le district de Moyo, en Ouganda, Biola Dawa est d'origine soudanaise. Ses parents, des fermiers de Kajo Keji, ont fui le Soudan durant la guerre civile, à la fin des années 1990. C'est dans un camp de réfugiés qu'elle voit le jour. En 2008, la famille obtient un visa pour l'Australie et s'installe à Wagga Wagga où vivent déjà des cousins. Elle s'essaie d'abord au football, à l'athlétisme, au basket-ball (où elle côtoie Piper Duck), au footy. Par la suite, elle découvre l'existence du rugby lors des Jeux de Rio et vient donc au rugby par le sept, avec l'université de Canberra en 2018. Elle intègre l'effectif des Brumbies en 2019.
Après seulement trois matchs, elle se casse une jambe lors d'un amical contre les Waratahs : de complication en complication, elle subit plusieurs opérations et passe trois ans sans jouer.
En juillet 2024 à Sydney, elle profite de la blessure de Maya Stewart pour être titularisée et gagner sa première sélection contre les Fidji (victoire 64-5).

## Palmarès
- Vainqueur du WXV 2 en 2024.